# Raghuva bordati
Raghuva bordati är en fjärilsart som beskrevs av François Louis Nompar de Caumont de Laporte 1977. Raghuva bordati ingår i släktet Raghuva och familjen nattflyn. Inga underarter finns listade i Catalogue of Life.